# Curtiss-Wright C-76 Caravan
Curtiss-Wright C-76 Caravan (định danh công ty CW-27) là một loại máy bay vận tải quân sự làm bằng gỗ.

## Biến thể
YC-76
C-76A
YC-76A
C-76A

## Tính năng kỹ chiến thuật
Đặc điểm tổng quát
- Kíp lái: 1-2
- Sức chứa: tổng cộng là 23 hành khách
- Chiều dài: 68,33 ft (20,83 m)
- Sải cánh: 108,17 ft (32,97 m)
- Chiều cao: 27,25 ft (8,31 m)
- Diện tích cánh: 1560,05 ft² (144,93 m²)
- Trọng lượng rỗng: 18262 lb (8301 kg)
- Trọng lượng cất cánh tối đa: 28000 lb (12701 kg)
- Động cơ: 2 × Pratt & Whitney R-1830-92 Twin Wasp, 1200 hp (895 kW)  mỗi chiếc

 Hiệu suất bay 
- Vận tốc cực đại: 192 mph (309 km/h)
- Vận tốc hành trình: 160 mph (260 km/h)
- Tầm bay: 750 mi (1207 km)
- Trần bay: 22.600 ft (6.888 m)